# Hôpital des forces de sécurité intérieure de La Marsa
L'hôpital des forces de sécurité intérieure de La Marsa, anciennement appelé Centre de soins des forces de sécurité intérieure de La Marsa, est un établissement de santé publique tunisien situé à La Marsa.
Établi par la loi n° 87-83 du 31 décembre 1987, il est placé sous la tutelle du ministère de l’Intérieur.
Assurant les différentes prestations médicales curatives et préventives, les examens complémentaires et les diagnostics pour les agents des forces de sécurité intérieure, il contribue également à l’enseignement universitaire et postuniversitaire médical, pharmaceutique et médical dentaire ainsi qu’à la recherche scientifique médicale et pharmaceutique par ses services hospitalo-universitaires.